# Серјожа
Серјожа (рус. Серёжа) река је на северозападу европског дела Руске Федерације. Протиче преко територије Торопечког рејона на северозападу Тверске области. Десна је притока реке Куње и део сливног подручја језера Иљмењ и реке Неве.
Река Серјожа је отока језера Наговје. Њен ток је у горњем делу доста вијугав, а корито уско (у просеку између 10 и 15 метара), препуно брзака и на доста места готово преграђено старим стаблима.
Укупна дужина водотока је 101 километар, а површина сливног подручја 849 km². Најважније притоке су Канашевка, Столопенка, Вревица и Охоња. Ушће у реку Куњу се налази на самој граници са Новгородском облашћу.